# 河路直樹
河路 直樹（かわじ なおき、1967年2月1日 - ）は、日本のアナウンサー。

## 来歴・人物
岐阜県岐阜市出身。血液型はB型。弘前大学人文学部経済学科卒業 後、東海ラジオ放送へ入社。その後RKB毎日放送へ移籍。いずれも局アナウンサーとして、プロ野球などスポーツ中継を担当した。
RKB退社後の2001年より、RFラジオ日本を皮切りに、フリーアナウンサーとして、各局のスポーツ番組に出演している。2002年頃 - 2004年頃は圭三プロダクションに所属していた。また、2003年 - 2009年まではゲームソフト『実況パワフルプロ野球』シリーズの実況としてアフレコを担当していた。

## 詳細情報

### 出演番組

#### 現在の出演番組
- TVSヒットナイター（テレビ埼玉）
- プロ野球ニュース（フジテレビONE・フジテレビTWO。フジテレビTWOは再放送）
- WOWOWテニス中継（2006年の全豪オープンから担当）
- リーガ・エスパニョーラ、ブンデスリーガ、リーグ・アンなどのサッカー中継
- パーフェクトボウリング（スカイA）

#### 過去の出演番組
東海ラジオ
- 東海ラジオ ガッツナイター
- 東海ラジオ ワイルドサッカー（開始した1993年当時の担当）
- 名古屋国際女子マラソン中継

RKB毎日放送
- RKBエキサイトナイター
- JAPAN MAJOR BASEBALL
- 選抜女子駅伝北九州大会中継
- 別府大分毎日マラソン中継

RFラジオ日本
- ラジオ日本ジャイアンツナイター（2001年 - 2006年）
- 東京箱根間往復駅伝競走中継
- 読売新聞ニュース（2003年 - 2004年頃）

その他
- 千葉ロッテマリーンズ制作著作によるプロ野球中継（各テレビチャンネルで配信。2010年まで）
  - TwellV プロ野球中継（TwellV）
- 東北楽天ゴールデンイーグルス製作著作によるプロ野球中継（各テレビチャンネルで配信。2011年まで）
  - 楽天ゴールデンイーグルス野球中継（TOKYO MXで配信のタイトル。2011年）
- STRONG!ホークス野球中継（TOKYO MX）
- ベストファイトボクシング（スカイA）

### アテレコ作品
※いずれも、ゲームソフト。
- 実況パワフルプロ野球シリーズ（2003年 - 2010年発売分）…実況担当
  - 実況パワフルプロ野球10／超決定版（2003年7月／12月）
  - 実況パワフルプロ野球11／超決定版（2004年7月／12月）
  - 実況パワフルプロ野球12／決定版（2005年7月／12月）
  - 実況パワフルプロ野球ポータブル（2006年4月）
  - 実況パワフルプロ野球13／決定版（2006年7月／12月）
  - 実況パワフルプロ野球ポータブル2（2007年4月）
  - 実況パワフルプロ野球14／決定版（2007年7月／12月）
  - 実況パワフルプロ野球Wii／決定版（2007年7月／12月）
  - 実況パワフルプロ野球15（2008年7月）
  - 実況パワフルプロ野球2009（2009年3月）
  - 実況パワフルプロ野球NEXT（2009年3月）…実況・ヒーローモードのナレーション担当
  - 実況パワフルプロ野球ポータブル3（2008年5月）
  - 実況パワフルプロ野球ポータブル4（2009年9月）
  - パワプロ サクセス・レジェンズ（2010年2月）
- ドリームミックスTV ワールドファイターズ（2003年12月）…パワプロくん登場時の実況担当